# Davina Siegenthaler
Davina Siegenthaler Hugi (* 19. April 1978 in Johannesburg, Südafrika; heimatberechtigt in Arni, Kanton Bern) ist eine Schweizer freie Theaterschaffende in den Bereichen Regie, Theaterproduktion und Theaterpädagogik.

## Werdegang – Ausbildungen
Sie wuchs als Tochter eines Offsetdruckers und einer Schneiderin in Liebefeld auf und besuchte bis zur Matura die Schulen in Liebefeld und Köniz. Im Alter von 5 bis 15 Jahren liess sie sich in klassischem Ballett ausbilden und erwarb mehrere Diplome der Royal Academy of Dance. An der Universität Bern und der Freien Universität Berlin studierte sie Theaterwissenschaften und im Nebenfach Medienwissenschaften und Pädagogik. Sie schloss 2005 mit dem Lizenziat (lic. phil. hist.) ab. Während dem Studium durchlief sie verschiedene Weiterbildungen zu spezifischen Aspekten des Schauspiels u. a. an der Schauspielschule Bern. 2009 erwarb sie an der Zürcher Hochschule der Künste (ZHdK) den MAS in Theaterpädagogik, 2021 an der Zürcher Hochschule für Angewandte Wissenschaften (ZHAW) den CAS in Kulturbetriebsführung.

## Werdegang – Laufbahn
Davina Siegenthaler Hugi hat seit ihrem Studienabschluss in Theaterwissenschaft jährlich einige Regiearbeiten für Amateurbühnen und in der professionellen freien Szene realisiert. Mit dem Erwerb des MAS in Theaterpädagogik an der ZHdK erweiterte sie ihr Engagement ab 2008 um verschiedenste Theaterprojekte mit Kindern und Jugendlichen im Rahmen von Schulprojekten, Theaterfestivals oder Freizeit-Theaterangeboten.
Sie ist Gründungsmitglied und künstlerische sowie administrative Leiterin des im Jahr 2004 ins Leben gerufenen theater nota bene in Bern, das sich auf Zweipersonen-Stücke spezialisiert hat. Zudem ist sie Teil des Leitungsteams des Theater über Land, ein professionelles Autoren- und Tourneetheater aus Langenthal, das Uraufführungen von Stücken zeitgenössischer Schweizer AutorInnen mit Premieren im Stadttheater Langenthal präsentiert. Im Jahr 2011 durfte das Theater überLand für seine Organisation eines Autorenwettbewerbs den Kulturpreis der Stadt Langenthal entgegennehmen.
Die Junge Theaterfabrik Bern (JTF), seit 2015 eine Plattform zur Förderung junger professioneller Kulturschaffender, ko-gründete sie 2008 und steht ihr seit 2015 vor. Diese Plattform ist eng mit dem Kunst- und Kulturhaus Visavis in der Berner Altstadt verbunden, ein Auftrittsort, dessen Aufbau Davina Siegenthaler Hugi ab 2014 aktiv mitgestaltete.
Darüber hinaus umfasst ihr Arbeitsfeld auch Coachings, oeils extérieurs und Jury-Arbeit. Sie ist Redakteurin des Berner Kinderkulturkalenders Leporello und bietet Theaterkurse für Vereine und Firmen an. Zudem verfasst sie Drehbücher für szenische Führungen und setzt diese künstlerisch um. Ihr umfangreiches Know-how bringt sie auch als Mandatsträgerin bei Kultessen für kulturelle Vermittlungsprojekte und in der Projektleitung ein.

### Regie(exkl. Kinder-/Jugendtheater)
- 2004 Im Keller 1230, Bern: Das Mündel will Vormund sein (theater nota bene)
- 2005 Theater Remise, Bern: Doppelbödig (NVB-Theater)
- 2006 Theater am Käfigturm, Bern: Ronja Räubertochter (NVB-Theater)
- 2007 Aula Sekundarschule Spiegel, Bern: Marius (Spiegelbühne)
- 2007 Pfrundschüür des Kulturhofs Schloss Köniz: Hôtel du Commerce (NVB-Theater)
- 2007 Kellertheater Katakömbli, Bern: Mitten ins Herz (theater nota bene)
- 2007 Theater am Käfigturm, Bern: Vorsicht, fliegender Koffer (ThaK)
- 2007 Kellertheater Katakömbli, Bern: Runter zum Fluss (theater nota bene)
- 2008 Theater Remise, Bern: Lügen (NVB-Theater)
- 2009 Schopfbühne Grenchen: Ist das nicht mein Leben? (Schopfbühne Grenchen)
- 2009 Theater Remise, Bern: Die Grönholm Methode (Junge Theaterfabrik Bern)
- 2009 Theater am Käfigturm, Bern: Momo (ThaK)
- 2010 Schopfbühne, Grenchen: Die Frauen von Selzwil (Schopfbühne Grenchen)
- 2010 Remise-Bühni, Jegenstorf: Findus und der Hahn im Korb[1] (Remise-Bühni Jegenstorf)
- 2011 Aaresaal Restaurant Kreuz, Belp: Black Comedy (Theater Belp)
- 2011 Theater Remise, Bern: Die Grönholm-Methode[2] (Junge Theaterfabrik Bern)
- 2012 Alte Oele, Thun: Play it Again, Sam (mundARTbühnI Uetendorf)
- 2012 kellerpoche, Freiburg: Facebook-Leichen[3][4] (Deutschfreiburgische Theatergruppe, DFTG)
- 2013 Zytglöggeler Theater, Bern: Harry und Sally (Zytglöggeler Theater)
- 2013 Kellertheater Katakömbli, Bern: Zwei wie Bonnie und Clyde[5] (theater nota bene)
- 2013 Engehalbinsel (outdoor): Pro Brenodor – eine Zeitreise zu den Kelten und Römern (Szenische Führungen)
- 2014 Theater Remise, Bern: Beautyful Bodies (Junge Theaterfabrik Bern)
- 2017 Kellertheater Katakömbli, Bern: Die Eule und das Kätzchen (theater nota bene)
- 2017 kellerpoche, Freiburg: Das Mass der Dinge[6][7] (Deutschfreiburgische Theatergruppe, DFTG)
- 2018 Alte Schadaugärtnerei, Thun (outdoor): Der Talisman[8][9] (Schlossspiele Thun)
- 2020 Gurnigelbad, Rüti b. Riggisberg (outdoor): Szenische Führungen im Gurnigelbad – die Stadt im Walde[10]
- 2021 Gurnigelbad, Rüti b. Riggisberg (outdoor): Szenische Führungen im Gurnigelbad – die Stadt im Walde
- 2022 kellerpoche, Freiburg: Die Wahrheit[11] (Deutschfreiburgische Theatergruppe, DFTG)
- 2022 Kunst- und Kulturhaus Visavis, Bern: Das Drachenkind (Endregie, Theater Auricula)
- 2023 MEZWAN, Lyssach: Knock – oder der Triumph der Medizin[12] (Die Bühne Lyssach)
- 2023 Kunst und Kulturhaus Visavis, Bern: Alles was Sie wollen (theater nota bene)
- 2024 Remise-Bühni, Jegenstorf: Der Beweis[13] (Remise-Bühni Jegenstorf)
- 2024 Kunst- und Kulturhaus Visavis, Bern: Auf Umwegen (Endregie, Theater Auricula)
- 2025 MEZWAN, Lyssach: Romulus der Grosse[14][15] (Die Bühne Lyssach)

## Privates
Davina Siegenthaler Hugi ist verheiratet. Das Paar hat zwei Söhne. Die Familie lebt in Thörishaus, Kanton Bern.